# Grand Prix Formule 1 van Japan 2006
De Grand Prix Formule 1 van Japan 2006 werd gehouden op 8 oktober 2006 op Suzuka International Racing Course in Suzuka.

## Testrijders op vrijdag
| Team                  | Rijder              |
| --------------------- | ------------------- |
| Williams - Cosworth   | Alexander Wurz      |
| Honda                 | Anthony Davidson    |
| Red Bull - Ferrari    | Michael Ammermüller |
| BMW Sauber            | Sebastian Vettel    |
| Spyker MF1 - Toyota   | Adrian Sutil        |
| Toro Rosso - Cosworth | Neel Jani           |
| Super Aguri - Honda   | Franck Montagny     |

## Uitslag
| Positie | Nummer | Rijder               | Team                  | Ronden | Tijd/Opgave     | Startplaats | Punten |
| ------- | ------ | -------------------- | --------------------- | ------ | --------------- | ----------- | ------ |
| 1       | 1      | Fernando Alonso      | Renault               | 53     | 1:23:52.413     | 5           | 10     |
| 2       | 6      | Felipe Massa         | Scuderia Ferrari      | 53     | +16.151         | 1           | 8      |
| 3       | 2      | Giancarlo Fisichella | Renault               | 53     | +23.953         | 6           | 6      |
| 4       | 12     | Jenson Button        | Honda                 | 53     | +34.101         | 7           | 5      |
| 5       | 3      | Kimi Räikkönen       | McLaren - Mercedes    | 53     | +43.596         | 11          | 4      |
| 6       | 8      | Jarno Trulli         | Toyota                | 53     | +46.717         | 4           | 3      |
| 7       | 7      | Ralf Schumacher      | Toyota                | 53     | +48.869         | 3           | 2      |
| 8       | 16     | Nick Heidfeld        | BMW Sauber            | 53     | +1:16.095       | 9           | 1      |
| 9       | 17     | Robert Kubica        | BMW Sauber            | 53     | +1:16.932       | 12          |        |
| 10      | 10     | Nico Rosberg         | Williams              | 52     | +1 Ronde        | 10          |        |
| 11      | 4      | Pedro de la Rosa     | McLaren - Mercedes    | 52     | +1 Ronde        | 13          |        |
| 12      | 11     | Rubens Barrichello   | Honda                 | 52     | +1 Ronde        | 8           |        |
| 13      | 15     | Robert Doornbos      | Red Bull - Ferrari    | 52     | +1 Ronde        | 18          |        |
| 14      | 20     | Vitantonio Liuzzi    | Toro Rosso - Cosworth | 52     | +1 Ronde        | 15          |        |
| 15      | 22     | Takuma Sato          | Super Aguri - Honda   | 52     | +1 Ronde        | 20          |        |
| 16      | 18     | Tiago Monteiro       | Spyker MF1 - Toyota   | 51     | +2 Rondes       | 21          |        |
| 17      | 23     | Sakon Yamamoto       | Super Aguri - Honda   | 50     | +3 Rondes       | 22          |        |
| 18      | 21     | Scott Speed          | Toro Rosso - Cosworth | 48     | Besturing       | 19          |        |
| Ret     | 9      | Mark Webber          | Williams - Cosworth   | 39     | Ongeluk         | 14          |        |
| Ret     | 5      | Michael Schumacher   | Scuderia Ferrari      | 36     | Motor           | 2           |        |
| Ret     | 14     | David Coulthard      | Red Bull - Ferrari    | 35     | Versnellingsbak | 17          |        |
| Ret     | 19     | Christijan Albers    | Spyker MF1 - Toyota   | 20     | Aandrijfas      | 16          |        |

## Wetenswaardigheden
- Laatste overwinning: Michelin banden.
- Rondeleiders: Felipe Massa 2 (1-2); Michael Schumacher 34 (3-36) en Fernando Alonso 17 (37-53).
- Giancarlo Fisichella droeg zijn derde plaats op aan zijn op 5 oktober 2006 overleden vriend Tonino Visciani, die overleed aan een hartaanval.
- Dit was de eerste keer dat Michael Schumachers motor opblies sinds de Grand Prix van Frankrijk 2000. Hiermee was zijn kampioenschapsdroom verkeken.
- Dit was de eerste overwinning van Alonso sinds 4 maanden, toen hij de Grand Prix van Canada won.

## Standen na de Grand Prix

### Coureurs
| Positie | Nummer | Rijder               | Team             | Punten |
| ------- | ------ | -------------------- | ---------------- | ------ |
| 1       | 1      | Fernando Alonso      | Renault          | 126    |
| 2       | 5      | Michael Schumacher   | Scuderia Ferrari | 116    |
| 3       | 6      | Felipe Massa         | Scuderia Ferrari | 70     |
| 4       | 2      | Giancarlo Fisichella | Renault          | 69     |
| 5       | 3      | Kimi Räikkönen       | McLaren          | 61     |

### Constructeurs
| Positie | Nummers | Team             | Rijders                              | Punten |
| ------- | ------- | ---------------- | ------------------------------------ | ------ |
| 1       | 1 2     | Renault          | Fernando Alonso Giancarlo Fisichella | 195    |
| 2       | 5 6     | Scuderia Ferrari | Michael Schumacher Felipe Massa      | 186    |
| 3       | 3 4     | McLaren          | Kimi Räikkönen Pedro de la Rosa      | 105    |
| 4       | 11 12   | Honda            | Jenson Button Rubens Barrichello     | 78     |
| 5       | 16 17   | BMW Sauber       | Nick Heidfeld Robert Kubica          | 36     |

## Statistieken
| Snelste ronde | Fernando Alonso | Renault | 1:32.676 |

## Noot
- Dit was de tweehonderdste Grand Prix-start voor een Spaanse coureur en de vijfde Grand Prix-start voor een Poolse coureur.

1976 · 1977 · 1987 · 1988 · 1989 · 1990 · 1991 · 1992 · 1993 · 1994 · 1995 · 1996 · 1997 · 1998 · 1999 · 2000 · 2001 · 2002 · 2003 · 2004 · 2005 · 2006 · 2007 · 2008 · 2009 · 2010 · 2011 · 2012 · 2013 · 2014 · 2015 · 2016 · 2017 · 2018 · 2019 · 2022 · 2023 · 2024 · 2025